# Saintines
Saintines – miejscowość i gmina we Francji, w regionie Hauts-de-France, w departamencie Oise.
Według danych na rok 1990 gminę zamieszkiwało 821 osób, a gęstość zaludnienia wynosiła 286 osób/km² (wśród 2293 gmin Pikardii Saintines plasuje się na 350. miejscu pod względem liczby ludności, natomiast pod względem powierzchni na miejscu 1066.).